# Luidia changi
Luidia changi is een kamster uit de familie Luidiidae.
De wetenschappelijke naam van de soort werd in 2006 gepubliceerd door Liu, Liao & Li.